# Красноволиця
Красноволи́ця (колишня назва Красновулька-Дзябки) — село в Україні, розташоване в Чуднівській територіальній громаді, Житомирського району, Житомирської області. Населення становить 162 осіб. Орган місцевого самоврядування — Чуднівська міська рада.

## Історія
У 1906 році Красновулька, село Красносільської волості Житомирського повіту Волинської губернії. Відстань від повітового міста 66 верст, від волості 4. Дворів 55, мешканців 357.
7 червня 1946 року Указом Президії ВР УРСР «Про збереження історичних найменувань та уточнення і впорядкування існуючих назв сільрад і населених пунктів Житомирської області» перейменовано село Красновулька на село Красноволиця.

## Населення
| Рік       | 1967 | 1978 | 1989 | 2001 | 2021 |
| --------- | ---- | ---- | ---- | ---- | ---- |
| Населення | 405  | 312  | 242  | 222  | 162  |

Чисельності наявного населення села станом на 01.01.2021 року становить 162 осіб.